# 西川鉄次郎
西川 鉄次郎（にしかわ てつじろう、1854年1月22日（嘉永6年12月24日） - 1932年（昭和7年）6月1日）は、幕末の会津藩士。明治期の裁判官。白虎隊士として戊辰戦争を戦い、裁判官として大審院判事にいたる。中央大学の前身である英吉利法律学校の創立者の一人。

## 生涯
会津藩士の子として生まれる。父、西川俊治は、禄高6石5斗2人扶持、御書簡所物書勤めである。16歳で戊辰戦争を迎え、白虎寄合二番隊士として8月より越後方面で戦ったが、退却を余儀なくされ、9月6日より会津若松城に戻り三の丸警備にあたる。
戦後静岡藩に留学し、沼津兵学校附属小学校で学ぶ。1878年（明治11年）旧東京大学法学部を卒業。西川は旧東京大学法学部の最初の卒業生の一人であり、同期生6人には河上謹一などがいる。卒業席次は首席であった。外務省に入り大使館書記生として英国で学び、帰国後の1881年（明治14年）内務省に入省した。1884年（明治17年）文部省に移った。文部省在職時に、増島六一郎、菊池武夫、江木衷、穂積陳重ら若手法律家18人と英吉利法律学校を創設し、西川は保険法を講義した。1886年（明治19年）4月に文部省書記官から東京始審裁判所判事として裁判官に転官し、水戸地方裁判所長、横浜地方裁判所長を歴任。1898年（明治31年）から、旧憲法下の最高裁判所である大審院の判事を務める。在任中、『大審院判決摘要類纂』の校閲を行った。その後、1902年（明治35年）に函館控訴院長、1906年（明治39年）より長崎控訴院長従三位勲二等、会津会会員、享年80。
墓所は、青山霊園附属立山墓地内にある。

## 栄典・授章・授賞
位階
- 1903年（明治36年）9月30日 - 従四位[9]
- 1908年（明治41年）8月20日 - 正四位[10]

勲章
- 1900年（明治33年）12月20日 - 勲四等瑞宝章[11]
- 1906年（明治39年）4月1日 - 勲二等瑞宝章[12]